# Брюс Моует
Брюс Моует (27 серпня 1994 , Единбург ) — британський та шотландський керлінгіст, срібний призер Олімпійських ігор 2022 року, призер чемпіонатів світу.

## Особисте життя
Брюс Моует є відкритим геєм. Він мешкає в Стерлінгу зі своїм хлопцем Крейгом Кайлом.